# Watershed (processamento de imagem)
Watershed é uma técnica de segmentação de imagens, pertence ao campo da morfologia matemática, juntamente com erosão e dilatação. Também pode ser conhecido como método das "Linhas Divisoras de Água" (LDA).

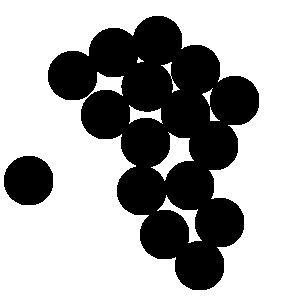
Amostra de imagem representando objetos muito próximos. Imagem em binarizada.

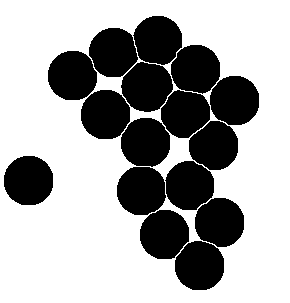
Amostra de imagem representando objetos muito próximos. Algoritmo Watershed do software livre ImageJ aplicado para segmentação de objetos.

## Algoritmos disponíveis
Na literatura existem diversos algoritmos para a transformada de watershed, cada um com diferentes motivos para sua criação, e detalhes específicos. A lista abaixo cita alguns:
- Algoritmo Vincent e Soille de Imersão
- Algoritmo Fila de Prioridade Beucher e Meyer
- Algoritmo Dijsktra-Moore de Caminhos Mínimos de Meyer
- Algoritmo Hill Climbing de Meyer
- Algoritmo Berge de Caminhos Mínimos de Meyer
- Algoritmo Componentes Conexos de Bieniek e Moga
- Algoritmo Union-Find de Meijster e Roerdink
- Algoritmo IFT de Lotufo e Falcão
- Algoritmo Código de Corrente de Sun, Yang e Ren
- Algoritmo Zona de Empate de Audigier, Lotufo e Couprie
- Algoritmo Tobogã Invariante a Ordem de Lin et al.
- Algoritmo Imersão Invariante a Ordem de Lin et al.
- Algoritmo Caminhos Mínimos de Osma-Ruiz et al.
- Algoritmo Watershed Cut de Cousty et al.